# Canton de Nancy-Sud
Le canton de Nancy-Sud est une ancienne division administrative française qui était située dans le département de Meurthe-et-Moselle.

## Géographie

### De 1833 à 1973
Le canton était composé de :
- Quartiers Sud de Nancy
- Saint-Max
- Essey-lès-Nancy
- Dommartemont
- Saulxures
- Pulnoy
- Seichamps
- Laneuvelotte
- Velaine-sous-Amance
- Champenoux
- Mazerulles
- Sornéville
- Moncel

### De 1973 à 2015
Le canton était composé de plusieurs quartiers nancéiens : Mon Désert, Jeanne d'Arc, Saurupt, Clemenceau, Haussonville, Blandan, Donop.

## Histoire
Créé en 1879 à partir du canton de Nancy-Est, il a été modifié en 1973 pour former le canton de Saint-Max puis en 1997 lors de la création du canton de Malzéville

## Administration

### Conseillers d'arrondissement (de 1879 à 1940)
| Période                                  | Période      | Identité                   | Étiquette | Qualité |
| ---------------------------------------- | ------------ | -------------------------- | --------- | --- |
| 1889                                     |              | Charles Viriot             |           | Agriculteur, maire d'Agincourt, Président du Conseil d'arrondissement                                       |
| 1919                                     | 1937 (décès) | Charles de Roche du Telloy | URD       | Industriel et négociant à Nancy                                                                             |
| 1937                                     | 1940         | Maurice Camal              | FR        | Industriel et négociant à Nancy                                                                             |
| 1940                                     |              |                            |           | Les conseils d'arrondissement ont été suspendus par la loi du 12 octobre 1940 et n'ont jamais été réactivés |
| Les données manquantes sont à compléter. |              |                            |           | |

### Conseillers généraux de 1879 à 2015
| Période | Période      | Identité                 | Étiquette             | Qualité |
| ------- | ------------ | ------------------------ | --------------------- | --- |
| 1879    | 1898         | François Volland         | Républicain           | Avocat, maire de Nancy (1879-1884) Sénateur (1886-1900) Président du Conseil Général                                                                      |
| 1898    | 1905 (décès) | Albert Friot             | Républicain           | Docteur en médecine à Nancy |
| 1905    | 1922         | Antoine Jambois          | Libéral puis RG       | Ancien président du tribunal de commerce de Nancy |
| 1922    | 1928         | Victor Chaize            | RG                    | Conseiller municipal de Nancy |
| 1928    | 1940         | Gaston Rogé              | PDP                   | Représentant de commerce Sénateur (1932-1941) |
|         |              |                          |                       | |
| 1945    | 1949         | Pierre-Olivier Lapie     | SFIO                  | Avocat à la Cour d'Appel de Paris Gouverneur du Tchad (1940-1942) Député (1936-1940 et 1945-1958) Sous-secrétaire d'État (1946-1947) Ministre (1950-1951) |
| 1949    | 1961         | Maurice Camal            | RPF puis RS puis DVD  | Industriel et négociant Ancien conseiller d'arrondissement, Nancy Suppléant du député Pierre Weber (1958-1962)                                            |
| 1961    | 1979         | André Eigner (1914-2006) | UNR puis UDR puis RPR | Entrepreneur de transports, ancien résistant Adjoint au maire de Nancy                                                                                    |
| 1979    | 2004         | Jacques Baudot           | UDF puis UMP          | Chirurgien-dentiste Sénateur (1992-2007) Président du conseil général (1988-1998) Ancien maire-adjoint de Nancy                                           |
| 2004    | 2015         | Nicole Creusot           | PS                    | Enseignante retraitée Conseillère municipale de Nancy Vice-présidente du conseil général Elue en 2015 dans le Canton de Nancy-3                           |

## Composition
Le canton de Nancy-Sud se compose d’une fraction de la commune de Nancy. Il compte 22 858 habitants (population municipale) au 1er janvier 2012.
| Nom               | Code Insee | Intercommunalité         | Population (dernière pop. légale)                |
| ----------------- | ---------- | ------------------------ | ------------------------------------------------ |
| Nancy (chef-lieu) | 54395      | Métropole du Grand Nancy | Fraction : 22 858(2012) Commune : 104 321 (2014) |

## Démographie
| 1962 | 1968 | 1975 | 1982 | 1990 | 1999   | 2009   | 2010   |
| ---- | ---- | ---- | ---- | ---- | ------ | ------ | ------ |
| -    | -    | -    | -    | -    | 24 481 | 23 158 | 22 827 |